# بيلادونا
بيلادونا (بالإنجليزية: Belladonna) (مواليد 21 مايو 1981) هي ممثلة، مخرجة، منتجة، عارضة وممثلة إباحية سابقة.أعتزلت من التمثيل في الأفلام الإباحية في 2008. منذ أعتزالها مثلت في عدة أفلام من ضمنها خطيئة متأصلة.